# Monotrilho de Poços de Caldas
O Monotrilho de Poços de Caldas foi um sistema de monotrilho que servia a cidade de Poços de Caldas, no estado de Minas Gerais. A linha elevada interligava o terminal rodoviário da cidade até a área central, totalizando 6 km de extensão e 11 estações.
A construção foi uma concessão do governo municipal, através da lei 3.119 de 1981, com prazo de 50 anos; ao fim deste prazo, em 2031, a estrutura seria de propriedade da prefeitura. A empresa que ganhou a concessão foi a J. Ferreira Ltda. e o contrato previa que as obras fossem concluídas em 10 anos, mas em 1991 foi feito um aditamento ao contrato aumentando o prazo em mais 10 anos. As obras foram finalmente concluídas no ano 2000. Há registros da operação de testes do Monotrilho entre 1991 e 1995, e estão disponíveis principalmente no YouTube.
Na inauguração em 2000, ocorreu a primeira falha, 19 pessoas estavam no trem, que descarilhou, levando a abertura nos pisos do vagão, ninguém se feriu.
Atualmente, o monotrilho está desativado desde 2003 e uma parte da via foi destruída, impossibilitando o reinício imediato das operações. Esse trecho segue sem reconstrução até dias atuais.
Em 2019, a empresa J. Ferreira Ltda. passou a propriedade para a Prefeitura de Poços de Caldas, renunciando a qualquer indenização sobre a construção. Há planos para a sua revitalização e reativação.